# Alloblennius parvus
Alloblennius parvus is een  straalvinnige vissensoort uit de familie van naakte slijmvissen (Blenniidae). De wetenschappelijke naam van de soort is voor het eerst geldig gepubliceerd in 1978 door Springer & Spreitzer.